# Watrange
Watrange (Luxemburgs: Walter) is een plaats in de gemeente Lac de la Haute-Sûre en het kanton Wiltz in Luxemburg.
Watrange telt 136 inwoners (2012).
Bavigne · Harlange · Kaundorf · Liefrange · Mecher · Nothum · Tarchamps · Watrange

Luxemburgse gemeenten · Kanton Wiltz · Luxemburg